# Eeva Joenpelto

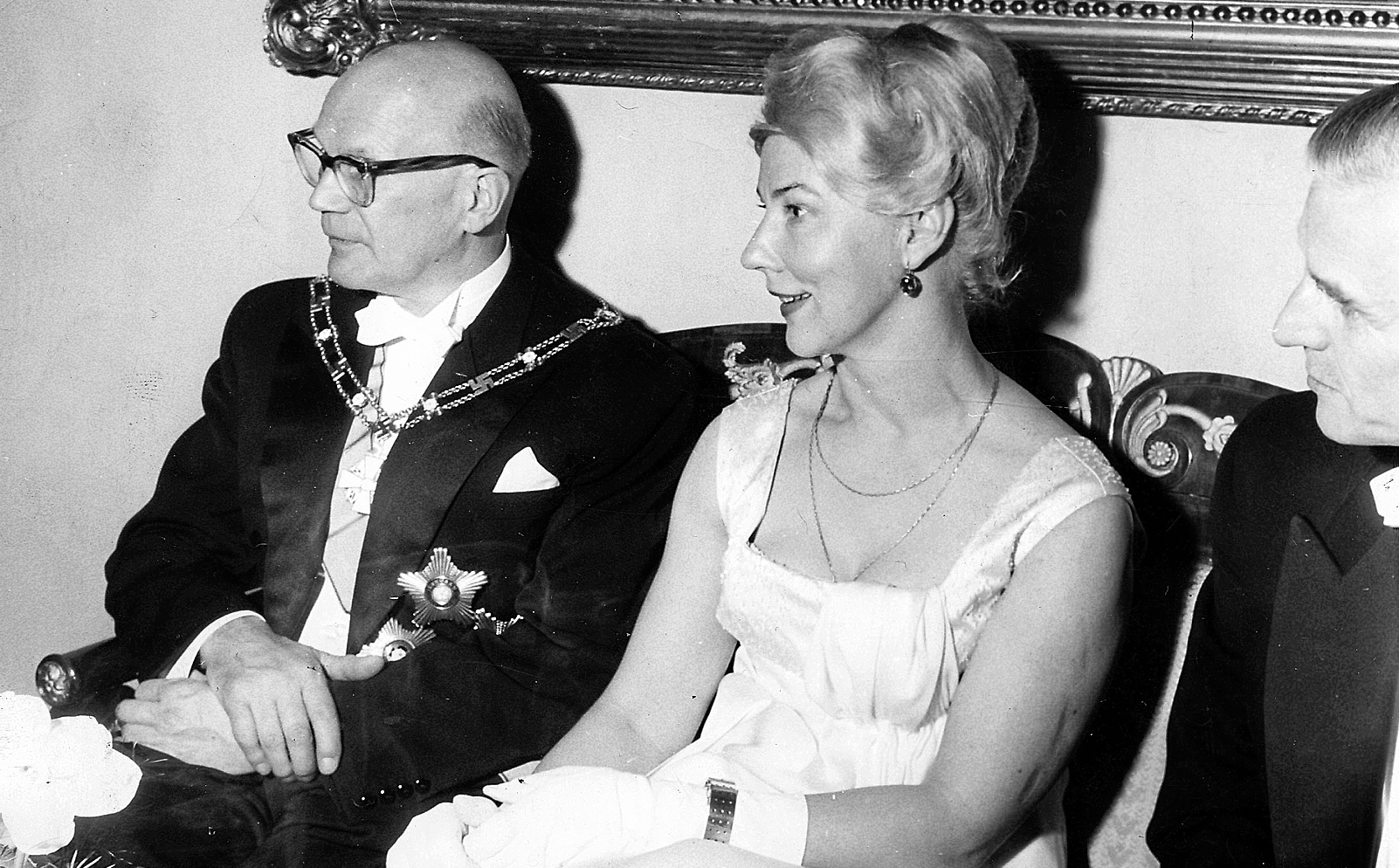
Eeva Joenpelto (i mitten) med Urho Kekkonen (t.v.) år 1958.

Eeva Elisabeth Joenpelto, gift Hellemann, född 17 juni 1921 i Sammatti, död 2004 i Lojo, var en finländsk författare. 

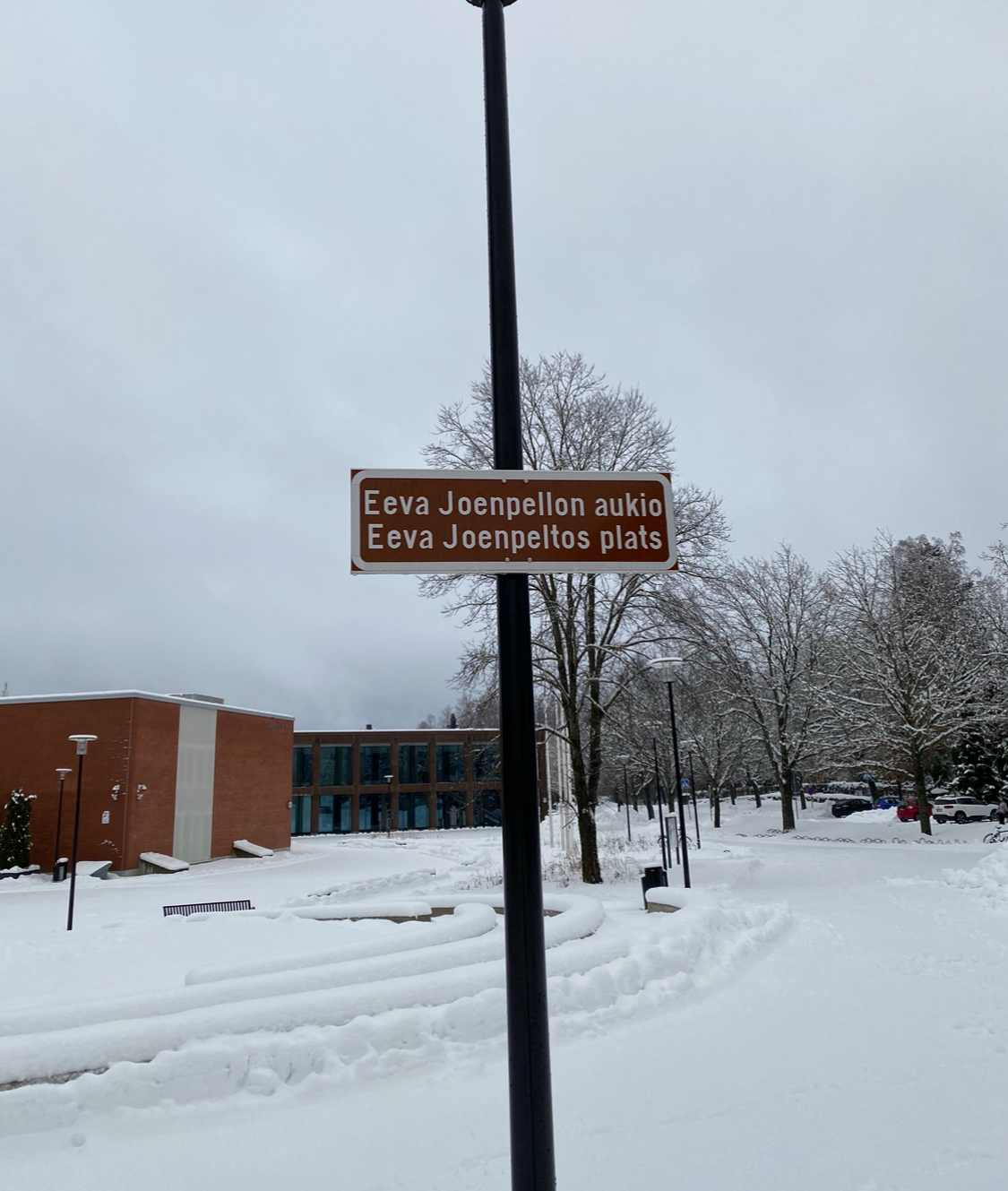
Eeva Joenpeltos plats i Lojo.

Efter studentexamen 1940 arbetade Joenpelto som journalist och inom reklambranschen. Hon skrev först några ungdomsböcker och debuterade som vuxenförfattare 1950 med Kaakerholman kaupunki. Joenpelto skildrar ofta kvinnor på landsbygden, generationsmotsättningar och förhållandet mellan gamla och nya livsformer.